# 권율 (배우)
권율(權律, 1982년 6월 29일 ~ )은 대한민국의 배우이다. 이모부는 제37대 문체부 장관 김한길 장관이다.

## 학력
- 상당유치원
- 중앙대학교 연극학과 졸업

## 출연 작품

### 드라마
| 연도 | 방송사                            | 제목                                            | 역할     | 비고     |
| ---- | --------------------------------- | ----------------------------------------------- | -------- | -------- |
| 2007 | SBS                               | 드라마툰 《달려라 고등어》                      | 백헌     | 8부작    |
| 2008 | SBS                               | 드라마스페셜 《워킹맘》                         | 박인성   | 16부작   |
| 2008 | KBS                               | 대하 드라마 《대왕 세종》                       | 신숙주   | 86부작   |
| 2009 | KBS2                              | 수목드라마 《아가씨를 부탁해》                  | 박정식   | 16부작   |
| 2010 | KBS2                              | 아침드라마 《사랑하길 잘했어》                  | 동훈     | 162부작  |
| 2011 | KBS2                              | 아침드라마 《사랑하길 잘했어》                  | 동훈     | 162부작  |
| SBS  | 월화드라마 《내게 거짓말을 해봐》 | 박훈                                            | 16부작   |          |
| KBS2 | 월화드라마 《브레인》             | 여봉구                                          | 20부작   |          |
| KBS2 | 월화드라마 《브레인》             | 2012                                            | 20부작   |          |
| MBN  | 주말 특별기획 《왓츠업》          | 오 실장                                         | 20부작   |          |
| KBS2 | 드라마 스페셜 《보통의 연애》     | 한재민                                          | 4부작    |          |
| JTBC | 드라마 스페셜 《몬스터》          | 차은오                                          | 1부작    |          |
| KBS2 | 주말연속극 《내 딸 서영이》       | 만세                                            | 특별출연 |          |
| 2013 | tvN                               | 목요드라마 《우와한 녀》                        | 지성기   | 12부작   |
| 2014 | KBS2                              | 일일드라마 《천상여자》                         | 서지석   | 103부작  |
| 2015 | tvN                               | 월화드라마 《식샤를 합시다 2》                  | 이상우   | 18부작   |
| 2015 | SBS                               | 특집드라마 《너를 노린다》                      | 염기호   | 2부작    |
| 2016 | MBC                               | 수목드라마 《한 번 더 해피엔딩》                | 구해준   | 16부작   |
| 2016 | tvN                               | 월화드라마 《싸우자 귀신아》                    | 주혜성   | 16부작   |
| 2017 | SBS                               | 월화드라마 《귓속말》                           | 강정일   | 17부작   |
| 2018 | OCN                               | 주말드라마 《보이스 2》                         | 방제수   | 12부작   |
| 2019 | SBS                               | 월화드라마 《해치》                             | 박문수   | 48부작   |
| 2019 | OCN                               | 주말드라마 《보이스 3》                         | 방제수   | 16부작   |
| 2020 | SBS                               | 금토드라마 《더 킹 : 영원의 군주》              | 이호     | 특별출연 |
| 2020 | tvN                               | 월화드라마 《(아는 건 별로 없지만) 가족입니다》 | 유민우   | 16부작   |
| 2020 | 카카오TV                          | 웹드라마 《며느라기》                           | 무구영   | 12부작   |
| 2021 | tvN                               | 금토드라마 《보이스 4》                         | 방제수   | 특별출연 |
| 2021 | KBS2                              | 수목드라마 《달리와 감자탕》                    | 장태진   | 16부작   |
| 2022 | 카카오TV                          | 웹드라마 《며느라기2》                          | 무구영   | 12부작   |
| 2022 | tvN                               | 월화드라마 《멘탈코치 제갈길》                  | 구태만   | 16부작   |
| 2023 | ENA                               | 수목드라마《오랫동안 당신을 기다렸습니다》      | 차영운   | 14부작   |
| 2024 | JTBC                              | 수목드라마 《비밀은 없어》                      | 김주호   | 12부작   |
| 2024 | SBS                               | 금토드라마 《커넥션》                           | 박태진   | 14부작   |
| 2024 | JTBC                              | 수목드라마 《놀아주는 여자》                    | 장현우   | 16부작   |
| TBA  |                                   | 《보이스 5》                                    | 방제수   |          |

### 영화
| 연도 | 제목                          | 역할               | 비고        |
| ---- | ----------------------------- | ------------------ | ----------- |
| 2008 | 《비스티 보이즈》             | 지훈               |             |
| 2010 | 《내 깡패 같은 애인》         | 재영               |             |
| 2012 | 《피에타》                    | 기타남             |             |
| 2013 | 《잉투기》                    | 희준               |             |
| 2014 | 《찌라시 : 위험한 소문》      | 한정수             | 우정출연    |
| 2014 | 《신의 선물》                 | 소영의 남자친구    |             |
| 2014 | 《명량》                      | 이회               | 첫 천만영화 |
| 2014 | 《미성년》                    | 연우               |             |
| 2014 | 《아카이브의 유령들》         |                    |             |
| 2014 | 《반짝반짝 두근두근》         | 화면해설           |             |
| 2015 | 《명량:회오리 바다를 향하여》 | 내레이션           |             |
| 2015 | 《자각몽》                    | 지섭               |             |
| 2016 | 《방 안의 코끼리》            | 지섭               |             |
| 2016 | 《사냥》                      | 맹준호             |             |
| 2016 | 《최악의 하루》               | 현오               |             |
| 2016 | 《달빛궁궐》                  | 원                 |             |
| 2017 | 《박열》                      | 이석               |             |
| 2017 | 《미옥》                      | 공명               | 우정출연    |
| 2018 | 《챔피언》                    | 진기               |             |
| 2022 | 《경관의 피》                 | 나영빈             |             |
| 2022 | 《늑대사냥》                  | 헬기 무장직원 팀장 |             |

### 예능
- 올리브TV 《윤계상의 원테이블》 (2012년)
- QTV 《Real Mate in 호주 계상&세인 시드니 가다》 (2012년)
- 올레 TV 《무비스타 소셜클럽》 (2013년~2014년)
- tvN 《내 친구와 식샤를 합시다》 (2015년) ... 특별 출연
- tvN 《SNL 코리아》 (2015년) ... 게스트
- MBC 설특집 《톡하는대로》 (2016년) ... 내레이션
- SBS 《런닝맨》 (2016년, 2019년) ... 게스트 출연
- MBC 《창사 55주년 특집 MBC와 좋은친구들》 (2016년)
- tvN 《인생술집》 (2016년) ... 게스트 출연
- tvN 《현장토크쇼 택시》 (2017년) ... 게스트 출연
- SBS 《가로채널》 (2019년) ... 게스트 출연
- MBC 《황금어장 라디오스타》 (2019년) - 특별 MC
- MBC 《전지적 참견 시점》 (2022년) - 게스트
- KBS 《옥탑방의 문제아들》 (2022년) - 게스트
- tvN 《줄 서는 식당》 (2022년) - 고정출연
- MBC 에브리원& 라이프타임 (2023년) 《나는 지금 화가 나있어》 - 고정 출연
- MBC 《전지적 참견 시점》 (2023년) - 게스트 출연
- 채널S & 라이프타임 (2023년) 《히든 미식로드 - 뚜벅이 맛총사》 - 고정 출연
- MBC 《세계경찰:슈퍼폴》 (2023 년) - 진행
- SBS 《미운 우리 새끼》 (2024년) - 스페셜 MC
- TV CHOSUN 《조선의 사랑꾼》 (2025년) - VCR 출연 (이경실 & 손보승 편)
- 더라이프 《김석훈의 어!여기봐라》(2025년 5월 1일) - 게스트

### 시사/교양
- MBC 《LOVE 챌린지 시즌2》(2016년)

### 라디오
| 연도 | 제목                      | 비고   |
| ---- | ------------------------- | ------ |
| 2016 | 2시의 데이트 박경림입니다 | 게스트 |
| 2019 | 두시탈출 컬투쇼           | 게스트 |
| 2020 | 박하선의 씨네타운         | 게스트 |

### 뮤직 비디오
| 연도 | 가수           | 제목   | 비고 |
| ---- | -------------- | ------ | ---- |
| 2005 | "언노운드레스" | "유성" |      |

### 광고
| 연도 | 제품명   | 비고                |
| ---- | -------- | ------------------- |
| 2007 | LG전자   |                     |
| 2012 | 수프리모 |                     |
| 2012 | T map    |                     |
| 2015 | 신한카드 | with 이제훈, 조진웅 |

### 연극
- 《카르멘》 (2001년)
- 《우리 읍내》 (2002년)
- 《동승》 (2002년)
- 《웨스트 사이드 스토리》 (2002년)

## 홍보대사
- 2014년 7월 한국영상자료원 홍보대사
- 2015년 6월 제19회 부천국제판타스틱영화제 홍보대사
- 2015년 6월 문화체육관광부 명예사무관
- 2015년 6월 문화가 있는 날 홍보대사
- 2018년 4월 서울환경영화제 에코프렌즈 홍보대사

## 수상 및 후보
| 연도 | 시상식                      | 부문                                  | 작품             | 결과 |
| ---- | --------------------------- | ------------------------------------- | ---------------- | ---- |
| 2016 | 스타일 아이콘 아시아 2016   | 어썸 스포트라이트상                   | 빈칸             | 수상 |
| 2016 | KAFA                        | 한국영화아카데미의 파수꾼 10인상      | 빈칸             | 수상 |
| 2016 | MBC 연기대상                | 미니시리즈부문 남자 우수연기상        | 한번 더 해피엔딩 | 후보 |
| 2017 | 제10회 코리아 드라마 어워즈 | 남자 최우수상                         | 귓속말           | 수상 |
| 2017 | SBS 연기대상                | 월화드라마부문 남자 우수연기상        | 귓속말           | 수상 |
| 2019 | SBS 연기대상                | 중편드라마부문 남자 우수연기상        | 해치             | 후보 |
| 2021 | KBS 연기대상                | 남자 조연상                           | 달리와 감자탕    | 후보 |
| 2022 | MBC 방송연예대상            | 베스트 엔터테이너상                   | 전지적 참견 시점 | 수상 |
| 2024 | SBS 연기대상                | 미니시리즈 장르•액션 부문 남자 조연상 | 커넥션           | 수상 |